# Vaccinium vitis-idaea
Vaccinium vitis-idaea là một loài thực vật có hoa trong họ Thạch nam. Loài này được Carl von Linné miêu tả khoa học đầu tiên năm 1753.

## Sinh thái
Vaccinium vitis-idaea không rụng lá kể cả những lúc lạnh nhất, điều này bấy thường với cây lá rộng, mặc dù môi trường tự nhiên của chúng thường được bảo vệ khi có tuyết rơi nhiều. Nó có thể chịu được nhiệt độ xuống đến −40 °C (−40 °F) hoặc thấp hơn, nhưng phát triển chậm nơi có mùa hè nóng. Nó ưa bóng dâm, độ ẩm và đất có tính axit. Đất thiếu dinh dưỡng nó vẫn chịu được nhưng không phải đất kiềm.

## Hình ảnh

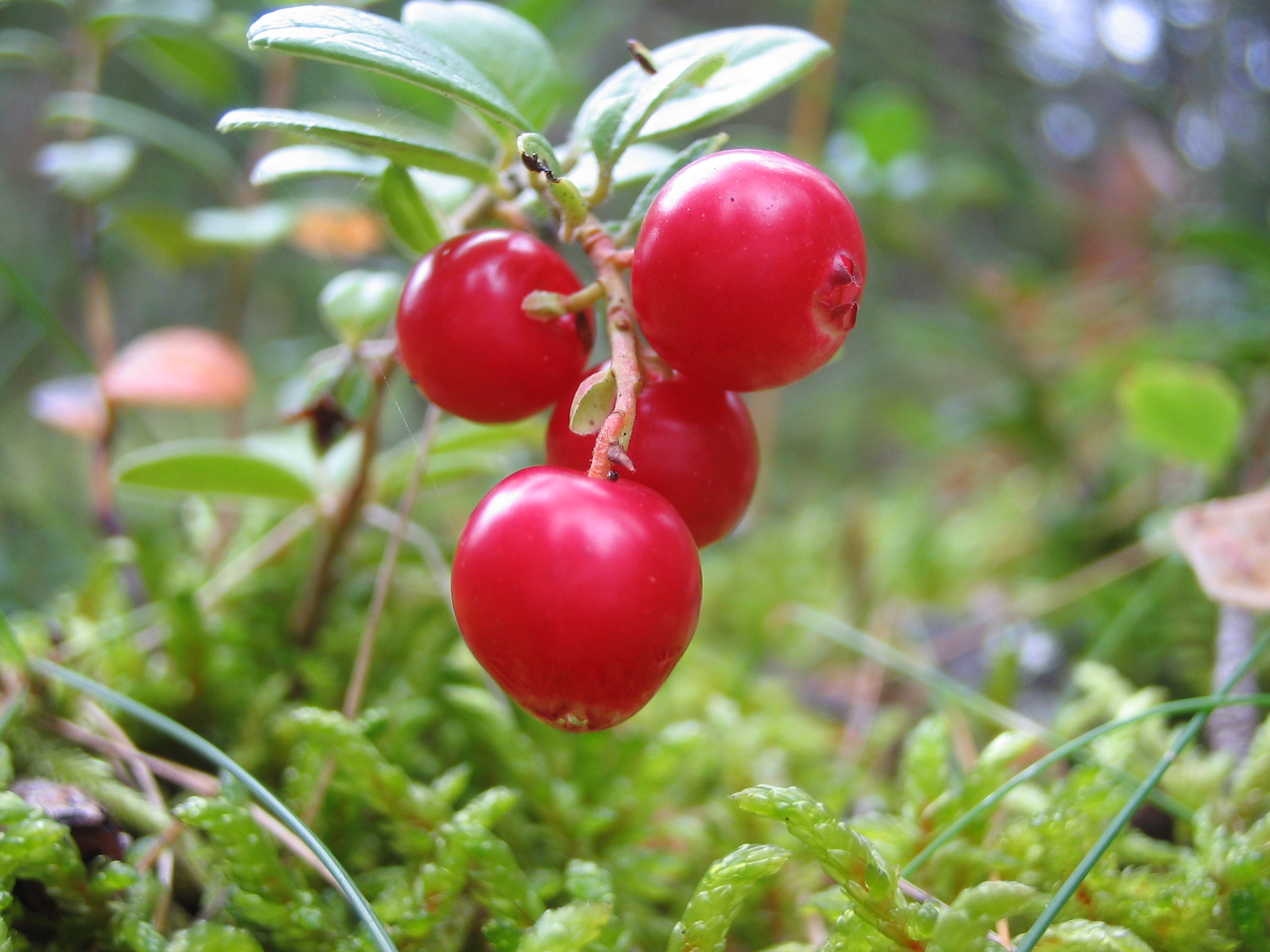
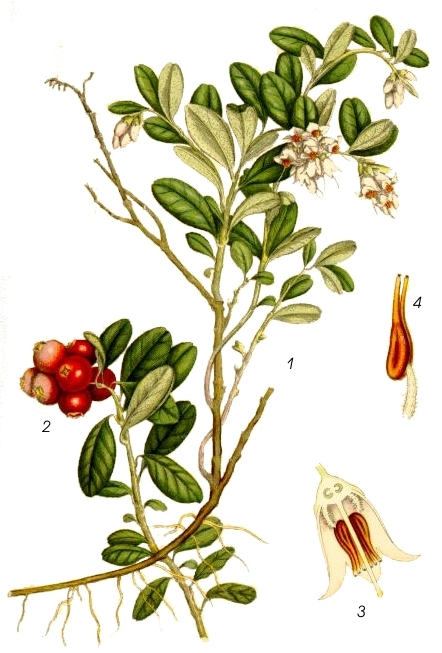
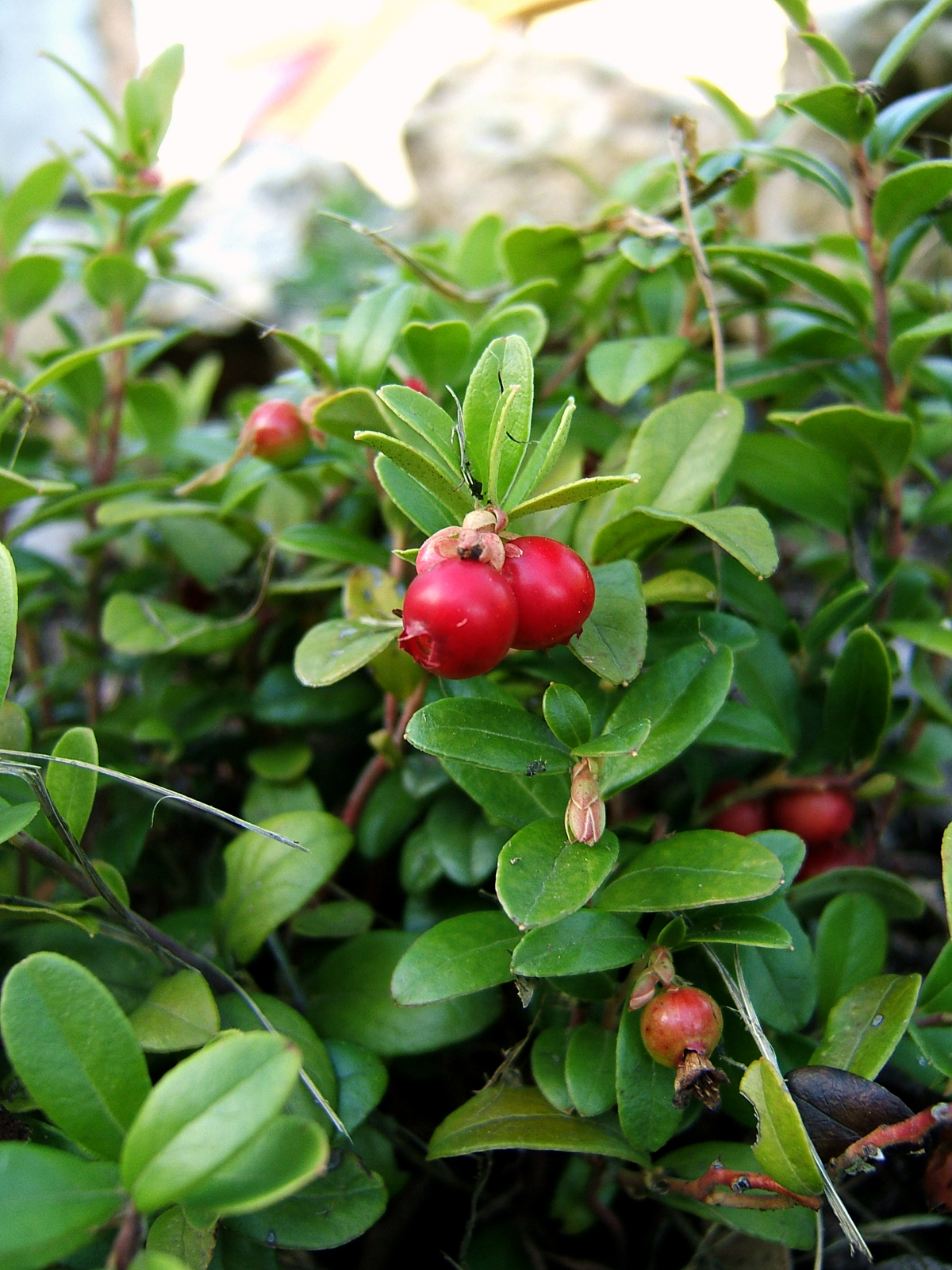
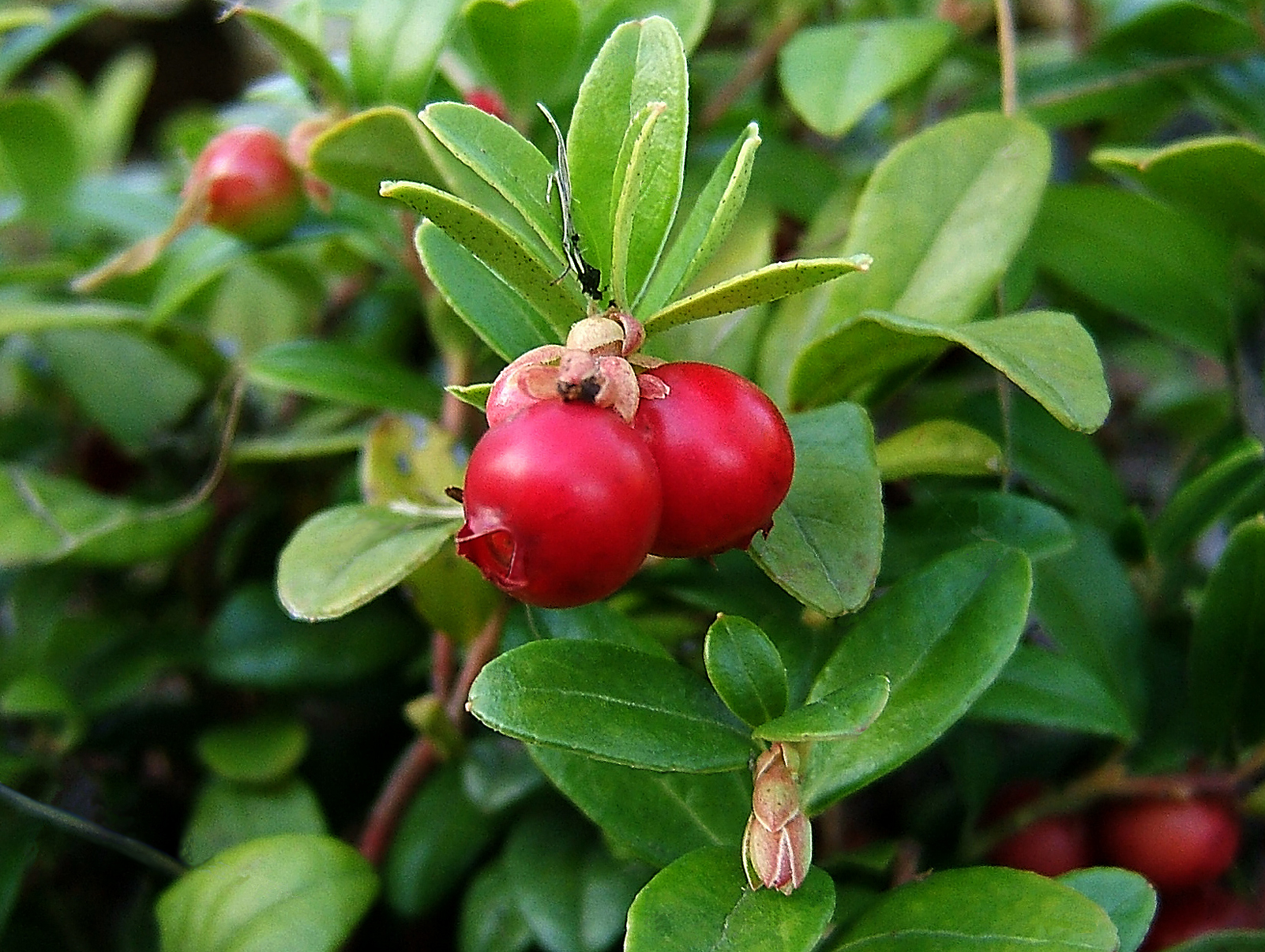